# بيير سشنايتر
بيير سشنايتر (بالفرنسية: Pierre Schneiter)‏ هو سياسي فرنسي، ولد في 13 أبريل 1905 في فرنسا، وتوفي في 19 مارس 1979 في نفس البلد. حزبياً، نشط في الحركة الجمهورية الشعبية. وقد انتخب Mayor of Reims ‏ (1957 – 1959) وانتخب نائب فرنسي.

## وصلات خارجية
- بيير سشنايتر على موقع مونزينجر (الألمانية)